# Saint-Vaast-en-Auge

Saint-Vaast-en-Auge este o comună în departamentul Calvados, Franța. În 1 ianuarie 2022 avea o populație de 115 de locuitori.